# Henryk Budziński

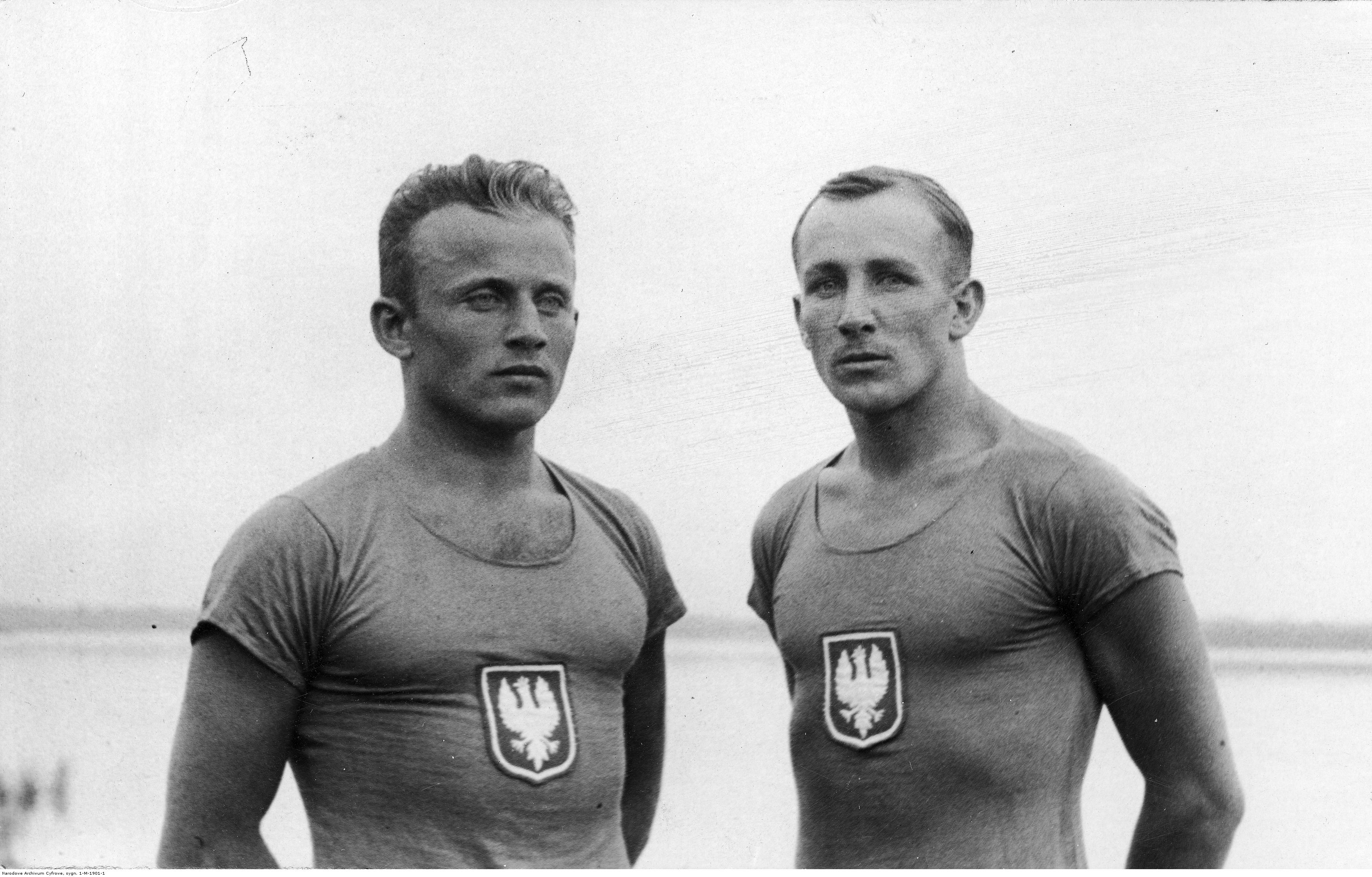
Henryk Budziński (links) und Jan Krenz-Mikołajczak 1930

Henryk Budziński (* 28. November 1904 in Brest; † 18. März 1983 in Danzig) war ein polnischer Ruderer.

## Sportliche Karriere
Der 1,68 m große Henryk Budziński vom KW 04 Posen ruderte im Zweier ohne Steuermann zusammen mit Jan Krenz-Mikołajczak. Bei den Europameisterschaften 1929 in Bydgoszcz siegten im Zweier die Italiener Romeo Sisti und Nino Bolzoni vor den beiden Polen. Im Jahr darauf gewannen die beiden Polen den Titel bei den Europameisterschaften 1930 in Lüttich vor den Booten aus Ungarn und Frankreich. Bei den Europameisterschaften 1931 in Paris traten Budziński und Krenz-Mikołajczak zusammen mit Zdzisław Kasprzak und Kazimierz Nowakowski im Vierer ohne Steuermann an und gewannen Silber hinter den Schweizern Gustav Wachtel, Paul Wachtel, Ernst Bühler und Wilhelm Müller.
Bei den Olympischen Spielen 1932 in Los Angeles waren im Zweier ohne Steuermann sechs Boote am Start, von denen vier Boote das Finale erreichten. Henryk Budziński und Jan Krenz-Mikołajczak gewannen ihren Vorlauf vor den Booten aus Frankreich und den Vereinigten Staaten. Im Finale siegten die Briten Lewis Clive und Hugh Edwards mit zwei Sekunden vor den Neuseeländern Cyril Stiles und Frederick Thompson. Sechs Sekunden hinter den Neuseeländern gewannen die Polen die Bronzemedaille mit 0,2 Sekunden Vorsprung vor den Niederländern.
Henryk Budziński war im Zweiten Weltkrieg zuerst in russischer, dann in deutscher Gefangenschaft. Ihm gelang die Flucht und er nahm am Warschauer Aufstand teil. Nach dem Krieg war er für eine Baufirma in Danzig tätig.